# هرثمة شرباميان
هرثمة شرباميان كان شخصية بارزة في القرن التاسع وحاكم إقليمي للخلافة العباسية.

## الحياة المهنية
كانت شارباميان مرتبطًا بالعائلة الحاكمة في باميان، وهي بلدة في هندوكوش حيث كان أمراؤها يحملون اللقب الفارسي شير. وبعد اعتناق أمراء باميان الإسلام في أواخر القرن الثامن، دخل أعضاء السلالة في خدمة العباسيين وشغلوا مناصب مؤثرة في بلاط الخلافة في العراق. دخل شارباميان نفسه في مثل هذه المهنة واتخذ من سامراء مقرًا له، حيث أصبح في نهاية المطاف جزءًا من حاشية إيتاخ التركي القوي، وكان يُعرف مع يزيد بن عبد الله الحلواني بأنه أحد أقرب مساعدي إيتاخ.
في عهد خلافة الواثق (حكم 842-847) عُين شار باميان حاكمًا مقيمًا لإيتاخ في اليمن، استجابةً لنداء يمنيين للحصول على تعزيزات ضد تمرد اليعفريين. وبعد وصوله إلى اليمن في أوائل عام 844م، تقدم بجيشه وحاصر اليعفريين في جبل ذخر، لكن قواته فشلت في اختراق حصن المتمردين. ولما رأى شارباميان أنه لا يحقق أي تقدم ضد المتمردين، قرر في النهاية الانسحاب والتوجه إلى صنعاء، تاركًا موقع اليعفريين على حاله. أدى فشل الحملة إلى إقالته من منصبه، واستُبدل كحاكم بجعفر بن دينار الخياط.
مُنح شار باميان لاحقًا ولاية المناطق الشامية في حلب وقناسرين والعواصم في وقت مبكر من عهد المتوكل (حكم 847-861).

## ملحوظات
1. ↑  Barthold & Allchin 1960، صفحة 1009.
2. ↑  Gordon 2001، صفحات 113, 235 n. 75; Kraemer 1989، صفحات 16 n. 41, 69; Cobb 2001، صفحة 161 n. 84
3. ↑  Al-Mad'aj 1988، صفحات 216-17; Van Arendonk 1960، صفحات 113-14; Kraemer 1989، صفحة 16; Gordon 2001، صفحة 233 n. 48.
4. ↑  Cobb 2001، صفحات 142, 161 n. 84; Ibn al-'Adim 1996، صفحات 43-44.